# Chachagüí
Chachagüí – miasto w Kolumbii, w departamencie Nariño.